# Rede de Comunicações Eldorado
A RCE (sigla de Rede de Comunicações Eldorado) foi um grupo de comunicação brasileiro, sediado em Criciúma, SC. Chegou a ser o segundo maior grupo de comunicação do estado nas décadas de 1980 e 1990, tendo uma rede de televisão formada por quatro emissoras e também uma cadeia de rádio. Foi fundado em 1955, a partir da compra da Rádio Eldorado pelo empresário Diomício Freitas, e encerrou suas atividades em 2003, quando seu filho Manoel Dilor de Freitas vendeu a última rádio do grupo.

## História

### 1955 a 1981
A história da RCE começa em 1955, quando o influente político e empresário da indústria carbonífera Diomício Freitas adquire a Rádio Eldorado de Criciúma da sociedade formada entre José de Patta, Cláudio Schueller e Hercílio Amante, tonando-se assim, o novo proprietário da emissora existente desde 1947. Na sua gestão, a Eldorado foi totalmente profissionalizada e se tornou referência em vários aspectos no rádio catarinense.
Em 1978, Diomício Freitas expande seus negócios na área da comunicação com a fundação da TV Eldorado, primeira emissora de TV de Criciúma, tendo como afiliação a Rede Bandeirantes. Já na década de 1980, o grupo é assumido por Manoel Dilor de Freitas, filho de Diomício, que morre em um acidente automobilístico em 1981.

### 1981 a 1995
Já na nova gestão, a Rede de Comunicações Eldorado ganha forma após a aquisição da TV Cultura de Florianópolis, formando assim a RCE TV em 4 de julho de 1982, e também da Rádio Cultura. Na mesma época é criada a Eldorado FM, primeira FM da cidade, que posteriormente seria vendida, enquanto a emissora AM torna-se parceira da Rádio Bandeirantes. Antes do fim da década, a RCE também iria ser responsável pela criação da Som Maior FM, em 1987, e da TV Vale do Itajaí de Itajaí em 1986, ampliando a cobertura da RCE TV.
Na década de 1990, as rádios Eldorado e Cultura passam a formar uma pequena rede de emissoras, com programas gerados em Florianópolis e Criciúma. Em 1991, é criada a Rádio Hulha Negra, que passou a concorrer com a Rádio Eldorado no dial AM. Em 1992, a RCE TV torna-se afiliada à Rede OM Brasil, posteriormente CNT, deixando a Rede Bandeirantes, e também ganha mais uma emissora, a TV Xanxerê, passando a abranger também o oeste do estado. Em 1992, a Rádio Hulha Negra é arrendada para outro grupo de comunicação.

### 1995 a 2003
Na segunda metade da década, Manoel Dilor de Freitas começa a investir cada vez mais no ramo da indústria de cerâmica, desinteressando-se pela área da comunicação. Em 1995, ele negocia a venda da RCE TV com novos empresários, vendendo as emissoras de Florianópolis, Itajaí e Xanxerê para Edir Macedo, dono do Grupo Record, e a emissora de Criciúma para o Grupo RBS. Em 2 de novembro, a RCE TV era extinta.
Pouco depois, Freitas arrenda suas rádios para outros empresários, e se afasta do comando das emissoras. Em 2002, a Hulha Negra é a primeira rádio a ser vendida. No ano seguinte, o grupo é extinto com a venda da Rádio Cultura para a Comunidade Católica Divino Oleiro, a venda da Som Maior FM para seu arrendatário Adenor Lessa e o empresário Beto Colombo, e por fim a venda da Rádio Eldorado para o empresário Henrique Salvaro, dono do Grupo HS.

## Emissoras pertencentes

### Televisão
| Nome            | Cidade        | Canal  | Período no grupo | Situação atual                                                   | Proprietário atual    |
| --------------- | ------------- | ------ | ---------------- | ---------------------------------------------------------------- | --------------------- |
| RCE TV Criciúma | Criciúma      | 09 VHF | 1978-1995        | Hoje NSC TV Criciúma, afiliada à Rede Globo                      | NSC Comunicação       |
| RCE TV Cultura  | Florianópolis | 06 VHF | 1982-1995        | Hoje Record News Santa Catarina, emissora própria da Record News | Grupo Record Grupo ND |
| RCE TV Itajaí   | Itajaí        | 10 VHF | 1986-1995        | Hoje NDTV Itajaí, afiliada à RecordTV                            | Grupo ND              |
| RCE TV Xanxerê  | Xanxerê       | 03 VHF | 1992-1995        | Hoje NDTV Criciúma, afiliada à RecordTV                          | Grupo ND              |

### Rádio
| Nome              | Cidade        | Frequência   | Período no grupo | Situação atual                                     |
| ----------------- | ------------- | ------------ | ---------------- | -------------------------------------------------- |
| Rádio Eldorado    | Criciúma      | AM 570 kHz   | 1955-2003        | Pertencente ao Grupo Salvaro                       |
| Rádio Hulha Negra | Criciúma      | AM 1450 kHz  | 1991-2002        | Hoje Jovem Pan FM Criciúma do Grupo Clésio Salvaro |
| Som Maior FM      | Criciúma      | FM 100.7 MHz | 1987-2003        | Pertencente ao Grupo A Tribuna                     |
| Rádio Cultura     | Florianópolis | AM 1110 kHz  | 1982-2004        | Pertencente à Comunidade Católica Divino Oleiro    |